# 仲裁委员会 (英语维基百科)
英语维基百科的仲裁委员会（英語：Arbitration Committee，简称）是几位编者组成的，对于与其他编者所发生的争论实施具有约束力的裁决。吉米·威爾斯于2003年12月4日成立委员会，作为威尔斯之前身为网站所有者拥有的决定权的扩展。作为编者之间争论解决的最終審判庭，委员会处理过几百宗案子。委员会成为学者研究争论的解决的实例，公共媒体在报道各案例的决定以及维基百科相关争议时也提及委员会。

## 历史
2003年10月，作为维基百科礼仪讨论的一部分，当时的维基媒体基金会法律顾问草拟了1300个单词调解和仲裁提纲。这个提纲演变成两个委员会：调解委员会和仲裁委员会，吉米·威尔斯于2003年12月4日正式宣布成立。久而久之，“仲裁委员会”的概念由维基媒体基金会其他项目的社群采纳。
最初成立时，委员会由12位仲裁员（三组，四人一组）组成。截至2008年，委员会处理了371宗案子，补救措施不尽相同，从警告到封禁。

## 关注和争议
《埃默里法学期刊》（Emory Law Journal）刊登的一项统计研究显示，委员会大致上遵守不理用户纠纷的内容，专注于操守的原则。同一调查也发现，尽管每个案子个别情况评估，但是发生的行为类别与委员会实施的补救措施及裁决有关联。
2007年，用户名为的仲裁员从委员会辞职，因为他被发现在一次《纽约时报》采访中谎称自己的学历和专业资历。2009年5月，在用户名之下编辑的仲裁员因为隐瞒过去的编辑曝光，从委员会辞职。
2009年，作为第四宗山达基相关案件的一部分，委员会决定封禁“山达基教会和相关组织拥有或经营的所有IP地址”，此舉引起媒体對仲裁委员会的广泛关注。这一行为是拥有8年历史的维基百科的一個“小先例”，多个新闻媒體如《纽约时报》、《ABC新聞》和《衛報》等报道此事件。讽刺新闻节目主持人史蒂芬·科拜尔在《科尔伯特报告》中以一小段戏仿報導了维基百科这次封禁。
2012年7月，仲裁委员会以“多次违反维基百科准则和政策”为由，封禁英国维基媒体协会主席。即使被封禁，英国维基媒体协会“一致认为（仲裁委员会）这个裁决不会影响他（Ashley van Haeften）作为慈善团体信托人所扮演的角色”。2012年8月2日，辞去英国维基媒体协会主席的职位，因为他不想“因为他身为主席而导致英国维基媒体协会内部分裂”。特别全体会议被召集讨论封禁事宜后，他就辞职了。克里斯·基廷（Chris Keating）从手中接任主席一职。

## 姐妹项目的仲裁委员会
2007年，德语和波蘭語維基百科也成立了仲裁委员会。